# 워투월리오어군
워투월리오어군(Wotu-Wolio)는 술라웨시에서 사용되는 서로 밀접하게 관련된 언어들의 모임이다. 술라웨시어군에 속한다.
다음 언어가 속해 있다.
- 칼라오·라이욜로어군: 칼라오어, 라이욜로어 (남술라웨시주의 셀라야르 제도에서 쓰임)
- 윌리오·카마루어군: 월리오어, 카마루어 (동남술라웨시주의 부톤섬에서 쓰임)
- 워투어 (남술라웨시주의 워투 지역, 보니만 북부 해안에서 쓰임)